# Loyset Compère

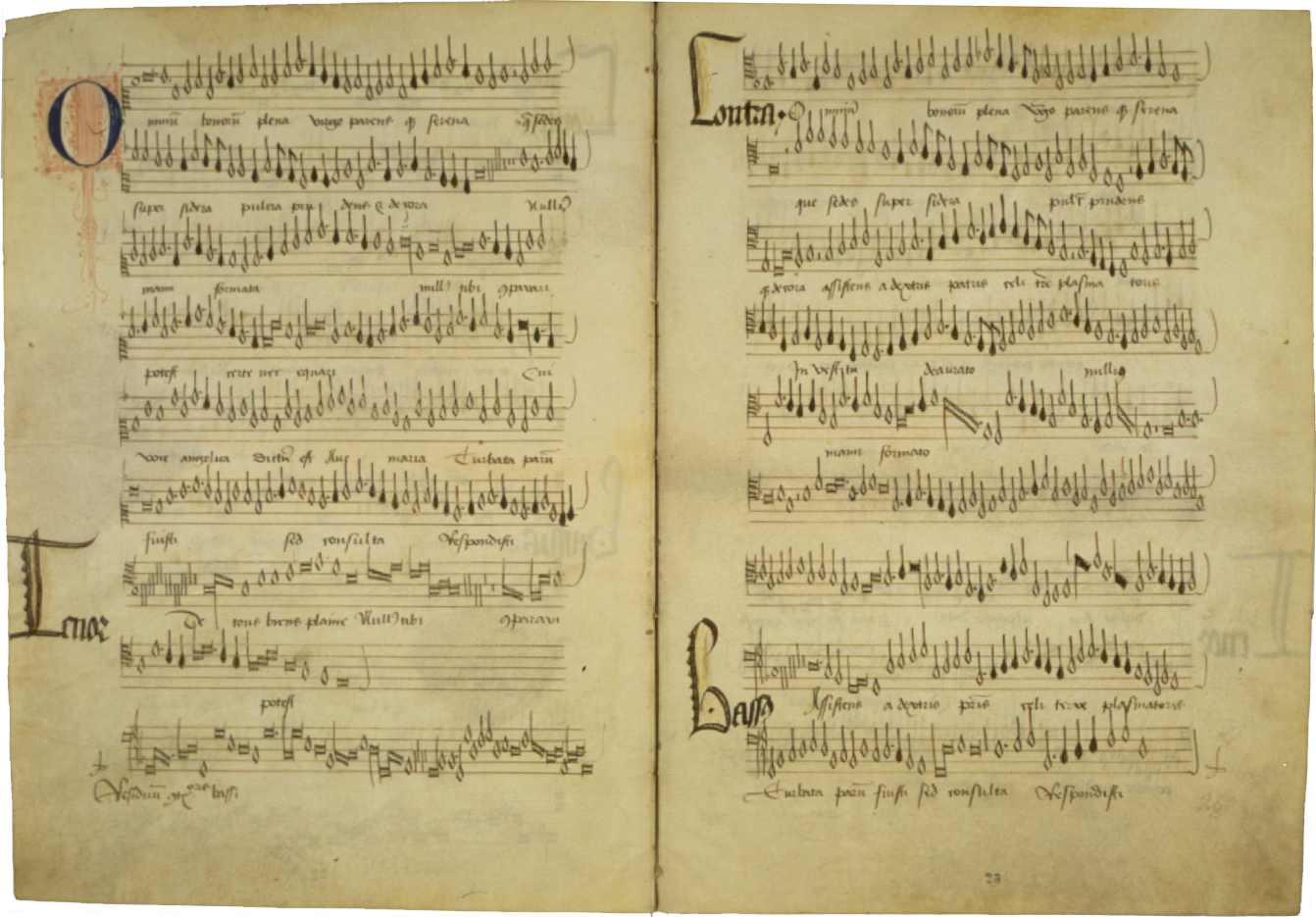
Manuscrito de Omnium bonorum plena, un motete de Compère, y posiblemente su trabajo superviviente más antiguo; la fecha exacta es incierta, pero fue escrito probablemente para la dedicación de la Catedral de Cambrai el 2 de julio de 1472

Loyset Compère (ca. 1445-16 de agosto de 1518) fue un compositor franco flamenco del Renacimiento. De la misma generación que Josquin des Prez. Fue uno de los compositores más significativos de motetes y de chansons de la época, siendo uno de los primeros músicos en llevar el estilo musical o escuela Franco-flamenco al Renacimiento italiano.

## Vida
Se desconoce el lugar exacto de su nacimiento, pero documentos de la época le asignan a una familia de la provincia de Artois (en la actual Francia), y sugieren que puede haber nacido en Hainaut (en la actual Bélgica). Al menos una fuente de Milán indica que él se identifica como oriundo de Arras, también en Artois. Tanto la fecha como el lugar probable de nacimiento son extremadamente próximos a los de Josquin des Prez; de hecho, el área alrededor de la actual frontera franco-belga produjo un número asombroso de compositores destacados en los siglos XV y XVI, compositores cuya fama se extendió por todas partes de Europa. A menudo se conoce a estos compositores como la Escuela Franco-flamenca.
En la década de 1470, Compère trabajaba como cantante en Milán en la capilla del duque Galeazzo María Sforza, mientras que compositores como Johannes Martini y Gaspar Van Weerbeke también cantaban allí. El coro de la capilla, a principios de la década 1470, llegó a ser una de las agrupaciones corales más famosas y más grande de Europa. Después del asesinato del duque en 1476, Compère al parecer fue despedido de la capilla, y es probable que regresara a Francia en esa época. En algún momento durante los siguientes diez años empezó a trabajar en la corte francesa, y acompañó a Carlos VIII en su invasión de Italia en 1494 (se desconoce qué función desempeñaba). Estuvo en Roma a principios de 1495 durante la ocupación de la ciudad por Carlos y su ejército.
Luego tuvo una serie de cargos en la Iglesia. Por el 1498 Compère estuvo en Cambrai, y desde 1500 hasta alrededor de 1504 estuvo en Douai; su último nombramiento fue en la Iglesia Colegial de San Quintín. Durante este tiempo parece que estuvo también al servicio de la corte francesa, como evidencian sus numerosas composiciones para acontecimientos y diversas ceremonias. Murió en San Quintín.

## Trabajos
A diferencia de su contemporáneos, Compère parece haber escrito pocas misas. Por temperamento parece haber sido un miniaturista, y la mayoría de sus trabajos populares eran las formas más breves de la época—principalmente chansons y motetes. Dos tendencias estilísticas son evidentes en su música: el estilo de la Escuela borgoñona, que aprendió en los inicios de su carrera  y el estilo más ligero de los compositores italianos de la época, quiénes escribían frottolas (el ligero y popular predecesor del madrigal). Compère tuvo un don para la melodía, y muchos de su chansons fueron populares; los compositores más tardíos utilizaron varias de ellas como cantus firmi para misas. Ocasionalmente escribió quodlibets (un ejemplo es Au travail suis, el cual combina no menos de seis tonadas diferentes escritas para el mismo texto por compositores diferentes).
Compère escribió varias obras con un estilo único, a veces llamado "motete libre", el cual combina algo de la elegancia ligera de la canción popular italiana de la época, con la técnica contrapuntal de los Países Bajos. Algunos textos que utiliza mixtura fuentes diferentes, por ejemplo un bastante paradójico Sile fragor que combina una súplica a la Virgen María con una canción de taberna dedicada a Baco. Su elección de textos profanos tendía hacia lo irreverente y sugerente.
Sus chansons son sus composiciones más características, y muchos eruditos de música del Renacimiento consideran que son sus mejores obras. Escritas para tres o cuatro voces, y en tres categorías generales: Italianas, obras breves para cuatro voces a capela, muy parecidas a frottolas, con texto establecido silábicamente y a menudo homofónicamente, y teniendo cadencias frecuentes; obras a tres voces en el estilo Borgoñón, bastante parecidas a la música de Dufay y, motetes-chansons a tres voces, los cuales se parecen significativamente al motete medieval. En estas obras, la voz más grave normalmente canta un movimiento lento de cantus firmus con un texto latino, normalmente de salmodia, mientras las voces superiores cantan partes más animadas, en francés, en un texto profano.
Muchos de las composiciones de Compère fueron impresas por Ottaviano Petrucci en Venecia, y se difundieron ampliamente; evidentemente su disponibilidad contribuyó a su popularidad. Compère fue uno de los primeros compositores en beneficiarse de la nueva tecnología de la impresión, la cual tuvo un impacto profundo en la difusión del estilo musical franco-flamenco por toda Europa.
Compère también escribió varias versiones del Magnificat (el himno de alabanza de la Virgen María, del primer capítulo del Evangelio de Lucas), así como numerosos motetes breves.

## Obras

### Misas y fragmentos de misa
1. Missa alles regretz[3]
2. Missa de tous bien plaine
3. Missa l'homme armé
4. Kyrie et Gloria sine nomine
5. Credo 'Mon pére'
6. Credo sine nomine.

### Ciclos de motetes (misas de sustitución)
Estos ciclos de motetes se caracterizan en que cada motete se canta en lugar de una sección del ordinario de la misa o uno de los cantos propios. En la lista, el motete se presenta junto con el nombre del cántico propio o la sección del ordinario de la misa.
1. Ave Domine Jesu Christe (Missa de D.N.J.C). Ave Domine Jesu Christe (Introito); Ave Domine Jesu Christe (Gloria); Ave Domine Jesu Christe, (Credo); Ave Domine Jesu Christe (Ofertorio); Salve, salvator mundi (Sanctus); Adoramus te, Christe (Elevación); Parce, Domine (Agnus Dei); Da pacem, Domine (Deo Gratias).
2. Hodie nobis de virgine (Missa En Nativitate Deus Noster Jesu Christe). Hodie nobis de Virgine (Introito); Beata Dei Genetrix Maria (Gloria); Hodie nobis Christus natus est (Credo); Genuit puerpera Regem (Ofertorio); Verbum caro factum est (Sanctus); Memento, salutis auctor (Elevación); Quem vidistis, pastores (Agnus Dei); O admirabile commercium (Deo Gratias).
3. Missa Galeazescha (Missa de Beata Maria Virgine); Ave virgo gloriosa (Introito); Ave, salus infirmorum (Gloria); Ave, decus Virginale (Credo); Ave, sponsa verbi summi (Offrtorio); O Maria (Sanctus); Adoramus te, Christe (Elevación); Salve, mater salvatoris (Agnus Dei); Virginis Mariae laudes (Deo Gratias).

### Magnificats
1. Magnificat I toni;
2. Magnificat IV toni (Esurientes solamente);
3. Magnificat VI toni (I);
4. Magnificat VI toni (II);
5. Magnificat VII toni;
6. Magnificat VIII toni (Esurientes único).

### Motetes
1. Anuncio honorum tuum Christe;
2. Asperges me Domine;
3. Ave Maria, gratia plena;
4. Quid triumphans;
5. Gaude prole regia / Sancta Catharina (1501);
6. O admirabile commercium;
7. Officium de cruce (En nomine Jesu)
8. O genetrix gloriosa
9. Omnium bonorum plena (Antes de 1474, posiblemente para la dedicación de la catedral de Cambrai el 5 de julio de 1472)
10. Paranymphus salutat virginem
11. Profitentes unitatem
12. Propter gravamen
13. Quis numerare queat / Da pacem (Probablemente compuesto en la ocasión de la Paz de Etaples, 3 noviembre de 1492, o para el tratado entre el Papa Alejandro VI y Carlos VIII el 15 de enero de 1495)
14. Sile fragor
15. Sola caret monstris / Fera pessima (1507)
16. Virgo caelesti.

### Motetes-chansons
1. Le Corps / Corpusque meum
2. Male bouche / Circumdederunt me
3. Plaine d'ennuy / Anima mea
4. Tant ay d'ennuy / O vos omnes (=O devotz cueurs /O vos omnes).

### Chansonsa tres voces
1. Un qui diraige ma pensée
2. Au travail suis
3. Beaulté d' Amores
4. Bergeronette savoysienne
5. Chanter ne puis
6. Des trois la Plus
7. Dictes moy toutes
8. Discant adieu Un madame (I)
9. En Encargado
10. Faisons boutons (Texto: Juan II)
11. Guerisses moy
12. La saison en est
13. Le Subvención dèsir d'aymer
14. Le renvoy
15. Mes pensées
16. Ne doibt En prendre (poema de Juan II, Duque de Borbón (contrafactum de la obra de Costanzo Festa sobre el poema Venite amanti de Poliziano)
17. Ne vous hastez pas (=Adieu a madame (II)
18. Pensant au bien
19. Pleut or un Dieu
20. Vierte estre ou nombre
21. Puis que si bien
22. Reveille Juguete franc cueur
23. Se j'ay parlé (texte: Henry Baude)
24. Se mieulx ne vient (Adaptación d'une chanson de P. Convierte)
25. Se pis ne vient
26. Seray je vostre mieulx amée (no aparece en las obras completas de Compère en la edición de Fallow)
27. Sourdes regrets
28. Tant ha bon oeul
29. Tout mal me vient
30. Va-t-en Remordimiento (poema de Juan II, Duque de Borbón)
31. Venes regrets
32. Vive le noble roy de France
33. Vous me faittes morir d'envie (Poema de Juan II, Duque de Borbón).

### Chansons
1. Alons fere nos barbes (Posiblemente apócrifa)
2. De les mon getes = Voles oir une chanson
3. Et dont revenes-vous
4. Gentil patron
5. J'ay un syon sur la porte
6. Je suis amie d'un fourrier
7. L'aultre jour me chevauchoye
8. Mon pére m'a donné mari
9. Nous sommes de l'ordre de St Babouin
10. Royne du ciel
11. Une plaisante fillette
12. Un franc archier
13. Vostre bargeronette.

### Frottole
1. Che fa la ramacina
2. Scaramella fa la gall.

### Trabajos atribuidos o dudosos
1. Ave regina, cælorum (anónimo, pero atribuido a Compère)
2. Cayphas (Atribuido a ambos Johannes Martini y Compère)
3. Lourdault lourdault garde que tu feras (atribuido a ambos Compère y Ninot le Petit; el consenso de los eruditos actualmente favorece a Compère)
4. Mais que ce fust (Atribuido a ambos Compère y Pietrequin Bonnel)
5. O Correo partum munda (anónimo, atribuido a Compère)
6. Sanctus - O sapientia (Dudoso debido a razones estilísticas)
7. Se No dormi dona (anónimo, atribuido a Compère)
8. Se (Si) vous voulez que je vous Cara (anónimo pero en el estilo de Compère)
9. Vray dieu quel payne (Atribuciones múltiples, incluyendo Gaspar van Weerbeke, Jean Japart, y Matthaeus Pipelare).

## Grabaciones
- 1993 - El Orlando Consort, "Loyset Compère", Metronome.
- 1997 - Virelai. "Canciones de Amor del Renacimiento". Revista de Música de la BBC, Volumen 5 Núm. 6, febrero 1997 (CD audio libro). Contiene una grabación de Le grant desir interpretado por Virelai y Catherine Bott.
- 2002 - Prioris: Réquiem. Eufoda 1349. Contiene un a grabación de O vos omnes.
- 2017 - Odhecaton, "Missa Galeazescha. Música para el duque de Milán", Out There Music.